# Тубялис, Юозас
Юо́зас Тубя́лис (лит. Juozas Tūbelis, 9 апреля 1882, дер. Илгалавки, Ковенская губерния, Российская империя (ныне — Рокишкский район, Литва) — 30 сентября 1939, Каунас, Литва) — литовский политик, премьер-министр Литвы в 1929—1938 годах.

## Биография

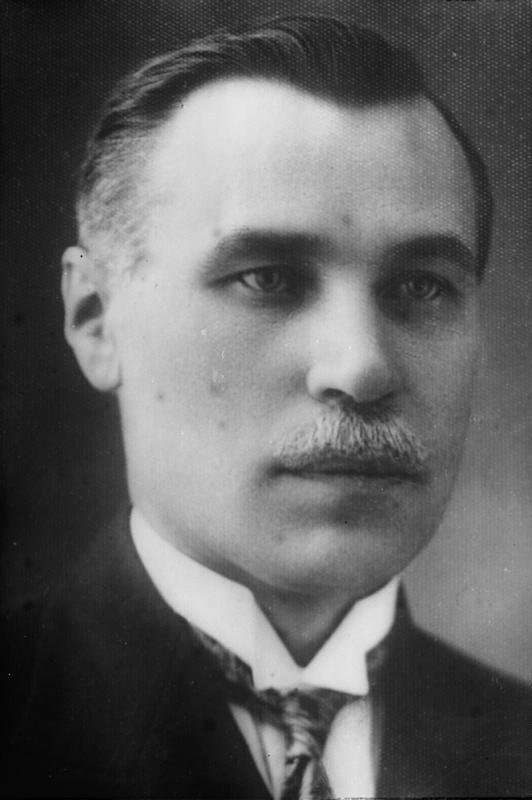
Юозас Тубялис в 1929 году

Родился в крестьянской семье. В 1902 году окончил гимназию в Либаве, год учился на медицинском факультете Варшавского университета, после чего переехал в Поневеж. В 1908 году закончил Рижский политехнический институт как агроном, затем работал по специальности в Ковно. С началом Первой мировой войны призван в армию, в 1917 году демобилизовался в Воронеже, где принял участие в организации национальных организаций литовских беженцев, а в 1918 году вернулся на родину, где занял пост министра сельского хозяйства в первом правительстве страны, а в 1919—1920 годах был министром образования. Женитьба на сестре жены тогдашнего президента Литвы Антанаса Сметоны сделала его близким соратником последнего.
С уходом Сметоны с президентского поста Тубялис занялся предпринимательством и созданием сельскохозяйственных кооперативов. После предпринятого Сметоной переворота Тубялис в 1927 году стал министром финансов. В 1929 году он сменил на посту премьер-министра отправленного в отставку после конфликта с президентом Аугустинаса Вольдемараса. С 1931 года возглавлял Союз таутининков . 
В 1935 году Тубялис заявил в сейме о "нелитовском" происхождении герба "Витис" и сказал, что началась работа по созданию оригинального герба Литвы, на основе исторического герба Жемайтии.
Занимал должность премьер-министра до 1938 года, когда падение личной популярности вынудило Сметону переместить Тубялиса на пост министра сельского хозяйства, а через несколько месяцев — председателя Банка Литвы, на котором Тубялис и скончался.
Умер в Каунасе 30 сентября 1939 года. Похоронен на старом городском кладбище в парке Рамибес, затем останки были перезахоронены на кладбище Панямунес.